# Inscripción de Samuel

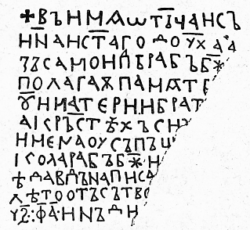
Inscripción de Samuil.

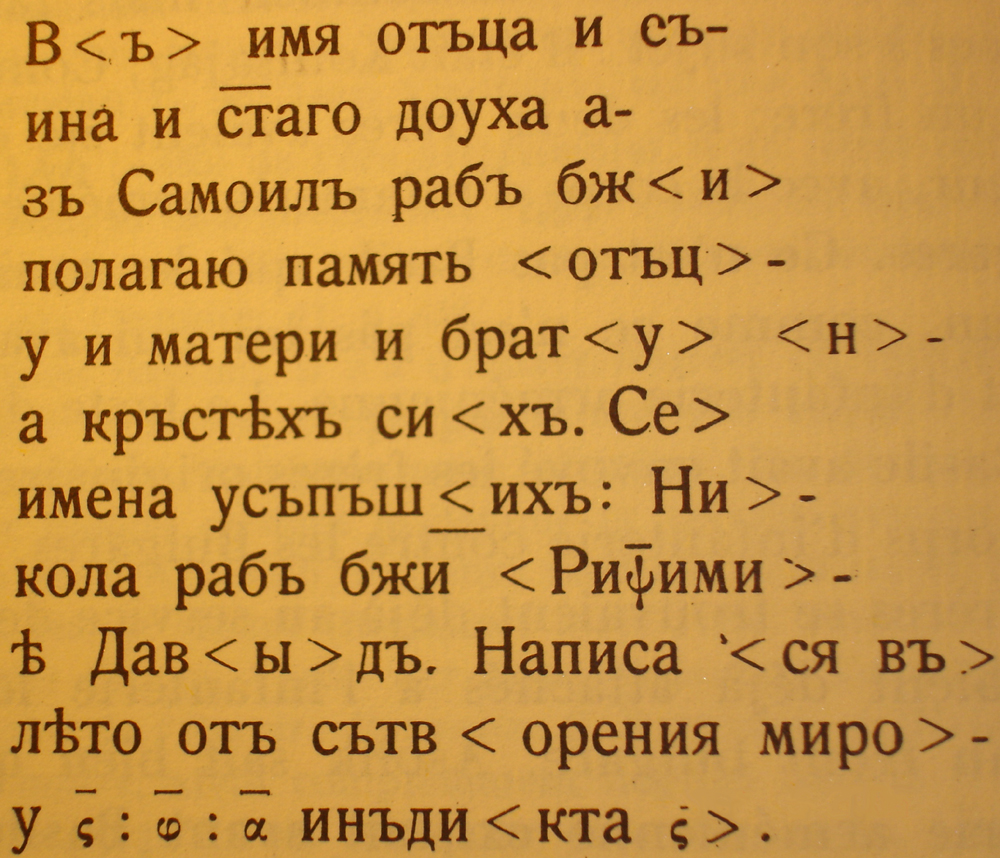
Inscripción de Samuil (transcripción). Las letras entre corchetes angulares han sido reconstruidas.

Inscripción funeraria del zar búlgaro Samuel, hecha en la tumba en memoria de sus familiares, es la más antigua de las inscripciones en cirílico con las fechas establecidas. Contiene una fecha del año 993. La losa fue hallada en los años 90 del siglo XIX en Macedonia. Tiene una gran importancia paleográfica. Basándose en el trazado de las letras se pueden hacer comparaciones y conocer la antigüedad relativa de las inscripciones con fechas desconocidas.
La inscripción consiste en 11 líneas. El texto se refiere a los padres del zar Samuel y a su hermano David.

## Texto de la inscripción
въ имѧ ѡтьца и съина и с҃таго дѹха азъ самоип(л)ь рабъ б҃жи полагаѫ
памѧть ѡтьцѹ и матєри и братѹ на кръстѣхъ сихъ· имєна ѹсъпъшихъ
никола рабъ б҃жи ... ѣ давдъ написа ... въ лѣто отъ сътворєния мирѹ
ѕ҃· фа҃· инъдикта ѕ҃·

### Traducción
"En el nombre del Padre y del Hijo y del Espíritu Santo, yo, Samuil, siervo de Dios, hago una memoria de mi padre, de mi madre y de mi hermano en estas cruces. Aquí son los nombres de los fallecidos: Nikolas, siervo de Dios, Ripsimia y David. Escrito en el año 6501 desde la creación, indicción VI."
El año 6501 desde la creación del mundo corresponde a 992-993 DC.